# Rune Elers
Rune Elers (født 20. maj 1969) er en dansk skuespiller.
Elers er uddannet fra Statens Teaterskole i 1995.

## Filmografi

### Tv-serier
- Rejseholdet (2000-2003)
- Ørnen (2004)